# Pelisterski Oczi
Pelisterski Oczi (maced. Пелистерски Очи) – zespół dwóch jeziorek górskich pod szczytem Pelister (2601 m n.p.m.) w górach Baba w południowo-zachodniej Macedonii Północnej.
Jeziora powstały w kotłach polodowcowych po wschodniej stronie głównego grzbietu masywu Pelisteru. Leżą w granicach Parku Narodowego Pelister.
Wielkie Jezioro (Големо Езеро), o powierzchni 14,4 ha, leży na wysokości 2218 m n.p.m., ma głębokość 14,2 m, długość 233 m i szerokość 162 m. Zasilane jest wodami z topniejących śniegów, opadowymi oraz wodami z podziemnych źródeł. W lecie temperatura wody w górnych warstwach jeziora dochodzi do +10 °C, natomiast przy dnie wynosi +7,2 °C. Nad jeziorem znajduje się schronisko górskie.
Małe Jezioro (Мало Езеро), o powierzchni 0,76 ha, leży na wysokości 2180 m n.p.m., ok. 1 km na północny zachód od Wielkiego Jeziora. Ma głębokość 2,6 m, długość 79 m i szerokość 162 m. Zasilają je wody opadowe i z topnienia śniegów.